# Finn Slumstrup
Finn Slumstrup (født 6. oktober 1941 i Arden, død 5. juli 2018 i Ærøskøbing) var forfatter, foredragsholder og tidligere formand for Grænseforeningen, hvor han lancerede sloganet "For en åben danskhed".
Han var uddannet lærer og havde været højskolelærer i Snoghøj og Askov samt højskoleforstander for Vallekilde Højskole. Informationschef for Dansk Flygtningehjælp 1986 til 1991. Han var kanalchef på DR P1 i perioden 1991-99. Fra 1. oktober 1999 – 1. juli 2003 formand for Statens Musikråd. I årene fra 1999 til 2007 programmedarbejder i DR Kultur og producerede udsendelser til Danmarks Radio P1. Finn Slumstrup var medlem af bestyrelsen på Center for dansk Jazzhistorie ved Ålborg Universitet. Fra maj 2008 tilknyttet D2R.
2009 flyttede han sammen med sin hustru Anne Mette Holstein til Ærøskøbing. 2014 startede han sammen med sin hustru og professor emeritus Viggo Mortensen den folkelige bevægelse "Oprør fra Udkanten", som gav udkanten i hele Danmark en stemme. Han var sammen med Viggo Mortensen redaktør på antologien Oprør fra udkanten - mulighedernes land 2.0, der blev udgivet i 2015.
- Formand for Grænseforeningen 2005-2014.
- Medlem af bestyrelsen og næstformand for Landbrugets Kulturfond 2007-2017.
- Medlem af Statens Musikråd 1983-91. Formand for rådet 1999-2003.
- Medlem af UNESCO Nationalkommissionen 1989-1993.
- Den danske Django d’Or priskomite 2000-2007.
- Medlem af Dommerudnævnelsesrådet 2008-2011.